# Tatort: Zwei Leben (2017)
Zwei Leben ist ein Fernsehfilm aus der Krimireihe Tatort. Der dreizehnte gemeinsame Fall des Schweizer Tatort-Teams Flückiger und Ritschard wurde am 17. September 2017 im SRF 1, im Ersten und im ORF 2 ausgestrahlt.

## Handlung
Der Fernbusfahrer Beni Gisler überfährt einen Mann, der suizidal von einer Autobahnbrücke sprang (oder gestoßen wurde). Die Kommissare Flückiger und Ritschard ermitteln schnell, dass der Tote eine hohe Dosis Benzodiazepin im Blut hatte – ein Selbstmord ist somit ausgeschlossen.
Die Rekonstruktion aus dem Teil des Gesichts, das nicht überfahren wurde, und dem Foto aus dem teilzerstört aufgefundenen Ausweispapier ergibt eine verdächtige Ähnlichkeit mit einem vor 13 Jahren angeblich beim Tsunami in Thailand umgekommenen Bauunternehmer Jakob „Jacki“ Conti. Weitere Nachforschungen ergeben, dass dessen Unternehmen zum Zeitpunkt des Tsunamis hoch verschuldet war und wegen Zahlungsunfähigkeit kurz vor der Schließung gestanden hatte. Durch den amtlich bescheinigten „Tod“ des Herrn Conti hatte die Insolvenz mangels Masse abgewendet werden können. Das Nachfolgeunternehmen Conti Erben konnte weitergeführt werden. Zugleich gingen einige Zulieferfirmen aufgrund des Zahlungsausfalls bankrott, einer der betroffenen Firmeninhaber nahm sich deswegen das Leben. Die Ermittler mutmaßen, dass Unternehmer Conti sein Ableben nur vorgetäuscht haben könnte.
Der Busfahrer Gisler zeigt symptomatisch eine schwere posttraumatische Belastungsstörung. Auf seine Bekanntschaft mit Kommissar Flückiger aus gemeinsamen Wehrdienstzeiten vermag er zunächst kaum positiv zu reagieren. Die Ermittler entdecken nachträglich, dass er als Lokführer bereits zweimal mit dem Schienensuizid fertig werden musste. Nach dem zweiten Trauma hatten seine durch Flashbacks bedingten Verhaltensauffälligkeiten zum Auseinanderbrechen seiner Familie und Auszug der Frau mitsamt den Kindern geführt. Er hatte als Fernbusfahrer einen beruflichen Neuanfang gesucht, der weniger Risiko auf eine Wiederholung des Traumas versprach. Vergeblich, denn wieder schmeißt sich jemand vor das Fahrzeug, das Gisler fährt. Gisler reagiert auf den erneuten Schicksalsschlag sehr verstört. Ein Handy-Video von seinem Wutanfall angesichts dieser Vergeblichkeit gelangt ins Internet und wird von seinem Arbeitgeber als Begründung seiner Kündigung benutzt. Dies wirft Gisler nun völlig aus der Bahn. Er sieht keinen Halt und keinen Sinn mehr im Leben, sodass es kurzzeitig zu eigenen Selbsttötungsabsichten kommt.
Doch es überwiegt der Wunsch Gislers, den wahren Täter zu finden, der Conti von der Brücke stieß. Unter anderem dazu ist Gisler in Behandlung bei Dr. Sonja Roth, einer Therapeutin. Sie soll ihm helfen, das traumatische Erlebnis zu verarbeiten und das Tatgeschehen aus Gislers Sicht genau zu rekonstruieren.
Tatsächlich bestätigt sich die Vermutung, dass Conti nicht beim Tsunami in Thailand starb, sondern dort weiter ein neues Leben führte. Schließlich finden Flückiger und Ritschard heraus, dass Conti unter falschem Namen, also mit einer neuen Identität, drei Tage vor seinem Tod in die Schweiz einreiste. Er besuchte seine demenzkranke Schwester. Conti war lange untergetaucht, weil es durch sein Verschwinden überhaupt erst möglich wurde, dass seine Firma noch weitergeführt werden konnte und nicht bankrottging. Vorher hatte Conti allerdings schon mehrere Kleinstunternehmen in den Ruin getrieben, unter anderem die Sanitärfirma von Ueli Lenz. Ritschard besucht diesen im Alten- und Pflegeheim. Lenz schmiss sich vor einen Zug, als seine Firma finanziell am Ende war und verlor dadurch seine unteren Beine.
Währenddessen kann sich Gisler immer besser an Details des Tatabends erinnern, er sieht eine panische Frau am Rand der Brücke wieder vor sich. Diese ist Sonja Roth. Gisler entlarvt so seine eigene Therapeutin als Täterin. Diese war gerade bei ihrem Vater im Altenheim zu Besuch, als Conti dort plötzlich auftauchte. Roths Vater Lenz zeigte sich sehr offen und freundlich seinem alten Geschäftspartner gegenüber, was Roth nicht verstehen konnte, schließlich sorgte Conti indirekt dafür, dass ihr Vater seine Beine verlor. Deshalb verabreichte Roth Conti das Mittel und machte ihn so gefügsam. Sie führte ihn anschließend auf die Brücke und sorgte dafür, dass er sprang – eine Verzweiflungstat von Sonja Roth.
Als Gisler dahinterkommt, bedroht er Roth mit einer Waffe und führt sie unzurechnungsfähig zur Brücke. Er hält ihr bereits die Waffe an den Kopf und möchte sie umbringen, denn er hatte sich geschworen, den Täter zu bestrafen, dieser solle genauso leiden wie er. Nur das Dazwischenkommen des ahnungsvollen Flückiger und seiner Kollegin Ritschard verhindert die Verzweiflungstat.

## Hintergrund
Der Film wurde vom 16. November 2016 bis 19. Dezember 2016 in Luzern und Umgebung gedreht.

## Rezeption

### Kritiken
„‚Zwei Leben‘ […] ist streckenweise klobig konstruiert, jeder ist hier irgendwie mit jedem verbandelt, das ist nicht immer ganz plausibel. Aber als Krimidrama darüber, wie die Toten die Lebenden im Griff haben, entwickelt dieser ‚Tatort‘ einen zombiesken Sog.“

„Es gibt vieles an diesem «Tatort» aus Luzern, das reichlich konstruiert wirkt und an die Grenzen des Zweifelhaften stösst. Und dennoch: Der zwölfte gemeinsame Fall von Kommissar Reto Flückiger […] ist ganz bemerkenswert, selbst wenn auch hier der Mörder irgendeine Rolle spielt, wenngleich nicht die wichtigste. Keine Spur also von der Behäbigkeit so mancher Fälle aus der Schweiz.“

### Einschaltquote
Die Erstausstrahlung von Zwei Leben am 17. September 2017 wurde in Deutschland von 8,46 Millionen Zuschauern gesehen und erreichte einen Marktanteil von 25,0 %.